# Дмитрово (Козловское сельское поселение, Конаковский район)
Дмитрово — деревня в Конаковском районе Тверской области. Входит в состав Козловского сельского поселения.

## География
Находится в юго-восточной части Тверской области на расстоянии приблизительно 48 км на юго-запад по прямой от районного центра города Конаково на правом берегу речки Яуза.

## История
Известна с 1678 года. В 1859 году здесь (деревня Клинского уезда Московской губернии) было учтено 25 дворов.

## Население
Численность населения: 254 человека (1859 год), 32 (русские 100 %) в 2002 году, 6 в 2010.